# C/2022 E3 (ZTF)
C/2022 E3 (ZTF) è una cometa di lungo periodo scoperta il 2 marzo 2022 nel corso della Zwicky Transient Facility, un'indagine astronomica osservativa del cielo ad ampio campo che utilizza una fotocamera avanzata collegata al telescopio Samuel Oschin, situato presso l'osservatorio californiano di Monte Palomar.
La cometa ha raggiunto il suo perielio il 12 gennaio 2023, passando a una distanza di 1,112 au (circa 166 milioni di km) dal Sole, ed ha raggiunto la minima distanza dalla Terra, pari a 0,28 ua (circa 42 milioni di km), il 1º febbraio 2023, arrivando a una valore di magnitudine apparente pari a 4,6, il che l'ha resa visibile ad occhio nudo per un periodo compreso tra il 25 gennaio il 7 febbraio 2023.
Dato che il periodo orbitale della cometa è stimato in 50 000 anni, e che l'ultimo suo perielio è avvenuto quindi quando sulla Terra camminava l'uomo di Neanderthal, C/2022 E3 (ZTF) è stata soprannominata dai media "cometa di Neanderthal".

## Osservazione

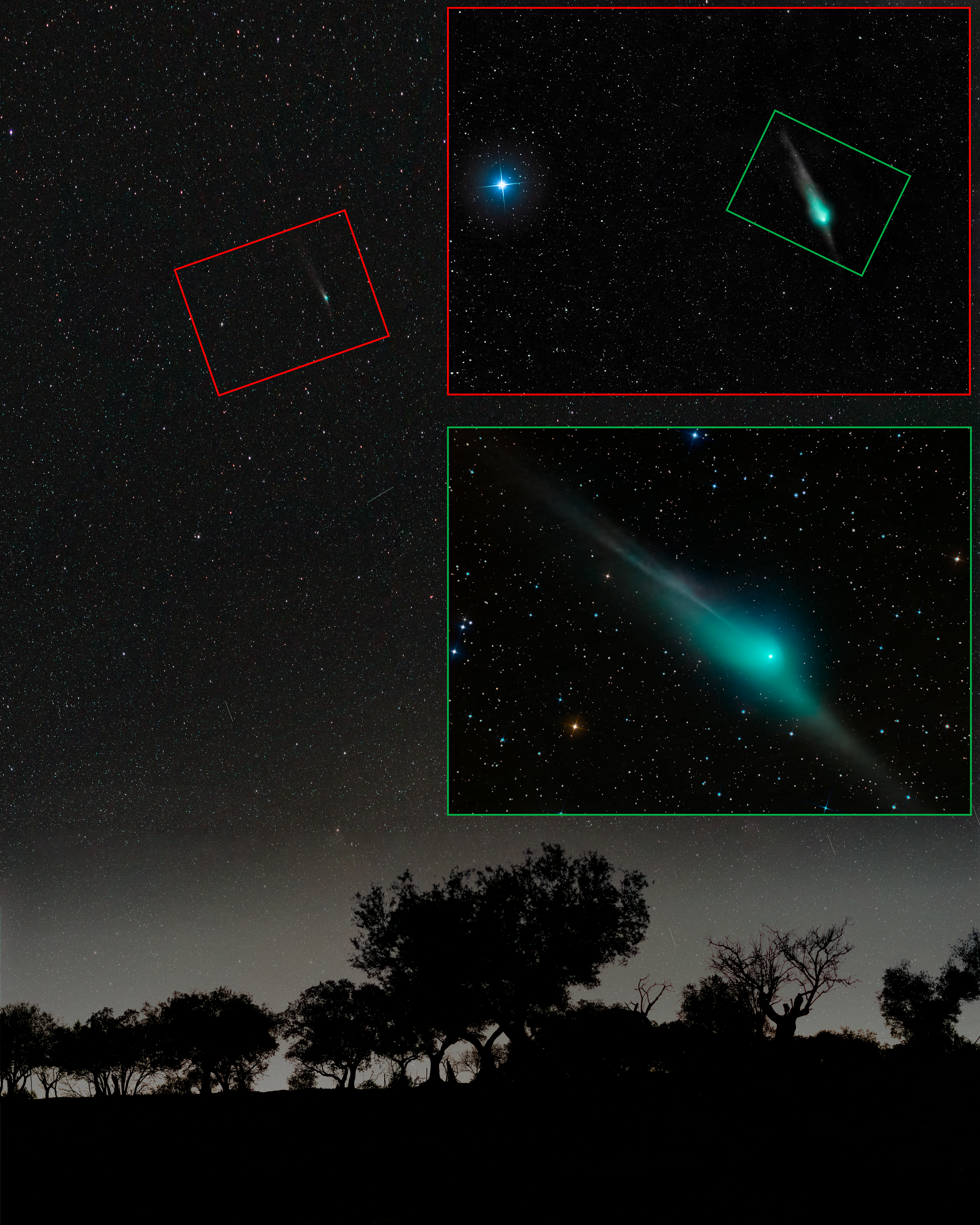
Tre scatti che mostrano come la cometa C/2022 E3 (ZTF) appariva nel gennaio del 2023 quando osservata ad occhio nudo, con un binocolo o con un piccolo telescopio.

C/2022 E3 (ZTF) è stata scoperta dagli astronomi Bryce Bolin e Frank Masci il 2 marzo 2022, quando aveva una magnitudine apparente di 17,3 e si trovava a circa 4,3 au (640 milioni di km) dal Sole. L'oggetto è stato inizialmente identificato come un asteroide ma successive osservazioni hanno rivelato la presenza di una chioma molto condensata, svelando quindi la sua natura di cometa.
All'inizio di novembre 2022, la magnitudine apparente della cometa era scesa a 10 e l'astro, già visibile all'inizio del crepuscolo, sembrava muoversi lentamente nelle costellazioni della Corona Boreale e del Serpente, mentre si muoveva parallelamente alla Terra. In questo periodo C/2022 E3 (ZTF) mostrava una chioma verde, una coda di polveri giallastra e una debole coda di gas ionizzati. Alla fine di novembre, la cometa iniziò ad essere visibile nel cielo mattutino. Entro il 19 dicembre la cometa aveva sviluppato una chioma verdastra, una coda di polveri corta e larga e una coda di gas ionizzati lunga e debole che si estendeva su un campo visivo di 2,5 gradi d'arco. Successivamente, la cometa ha iniziato a muoversi verso nord, passando per le costellazioni del Boote, del Dragone e dell'Orsa Minore, raggiungendo una distanza di 10 gradi d'arco dalla stella polare.
Il 17 gennaio, grazie a una fotografia dell'astrofotografo austriaco Michael Jeaeger, è stato possibile notare come la cometa abbia subito un evento di disconnessione, ovvero la creazione di una discontinuità nella propria coda, verosimilmente legato a un'espulsione di massa coronale che l'ha investita.

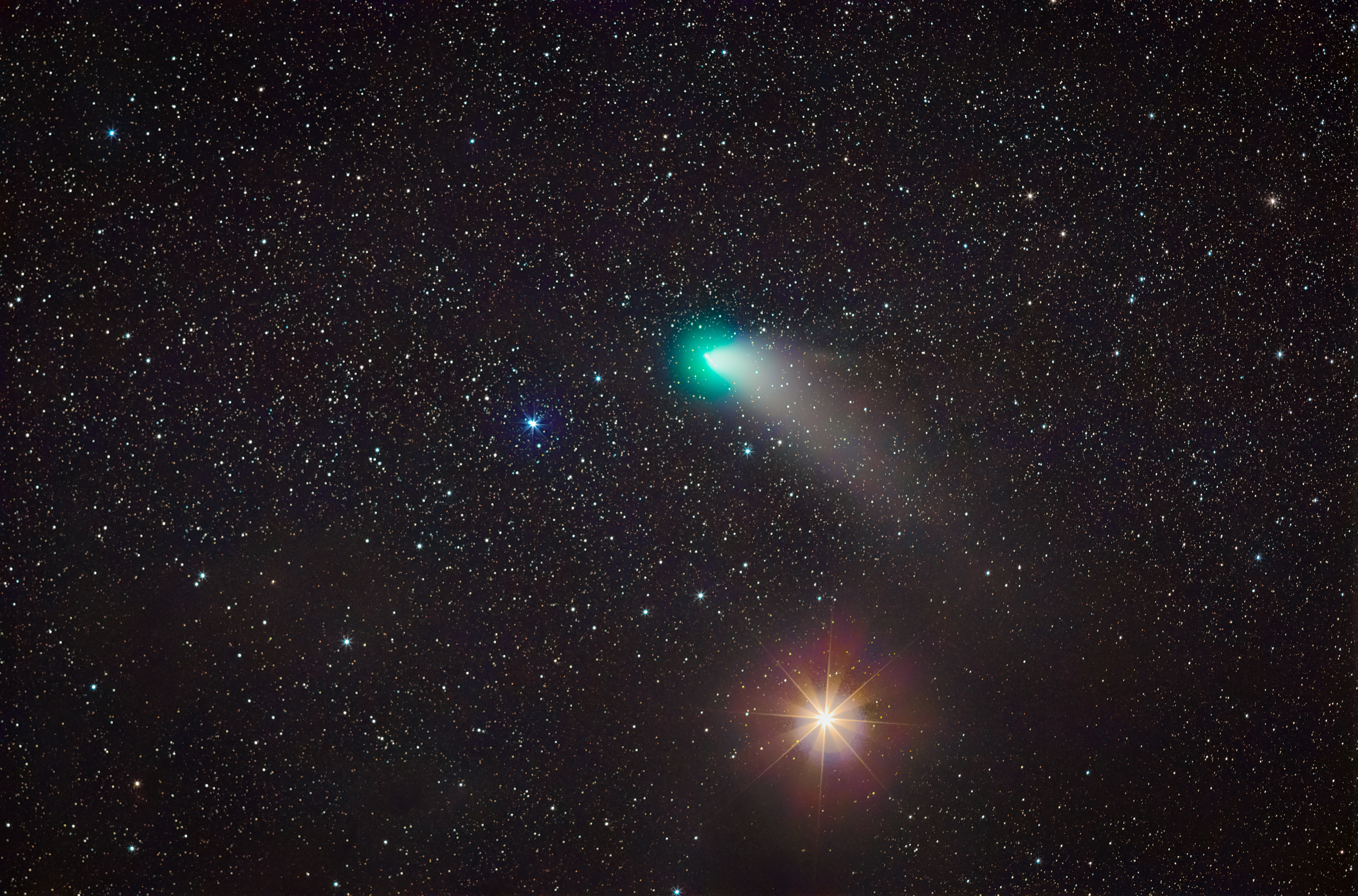
Congiunzione di C/2022 E3 (ZTF) con Marte, il 12 febbraio 2023.

Il 1º febbraio 2023, C/2022 E3 (ZTF) ha raggiunto il punto della sua orbita più vicino alla Terra, a una distanza dal nostro pianeta di 0,28 unità astronomiche, ossia circa 42 milioni di chilometri. Quel giorno, la cometa è stata osservabile ad occhio nudo nella costellazione della Giraffa, avendo raggiunto una magnitudine apparente pari a 4,6. Il 5 febbraio, la cometa era osservabile a 1,5 gradi d'arco a sud-ovest da Capella, mentre il 10 e l'11 febbraio era osservabile a 1,5 gradi d'arco a nord-est da Marte, per poi transitare nei giorni seguenti in prossimità di Aldebaran e delle Iadi.

## Orbita
C/2022 E3 (ZTF) viaggia su un'orbita retrograda inclinata di circa 109° rispetto all'eclittica.
Come detto, la cometa ha raggiunto il suo perielio il 12 gennaio 2023, passando a una distanza di 1,112 au (circa 166 milioni di km), ed ha raggiunto la minima distanza dalla Terra, pari a 0,28 ua (circa 42 milioni di km), il 1º febbraio 2023, diventando visibile a occhio nudo, apparendo vicino al polo nord celeste e trovandosi all'interno della costellazione della Giraffa.

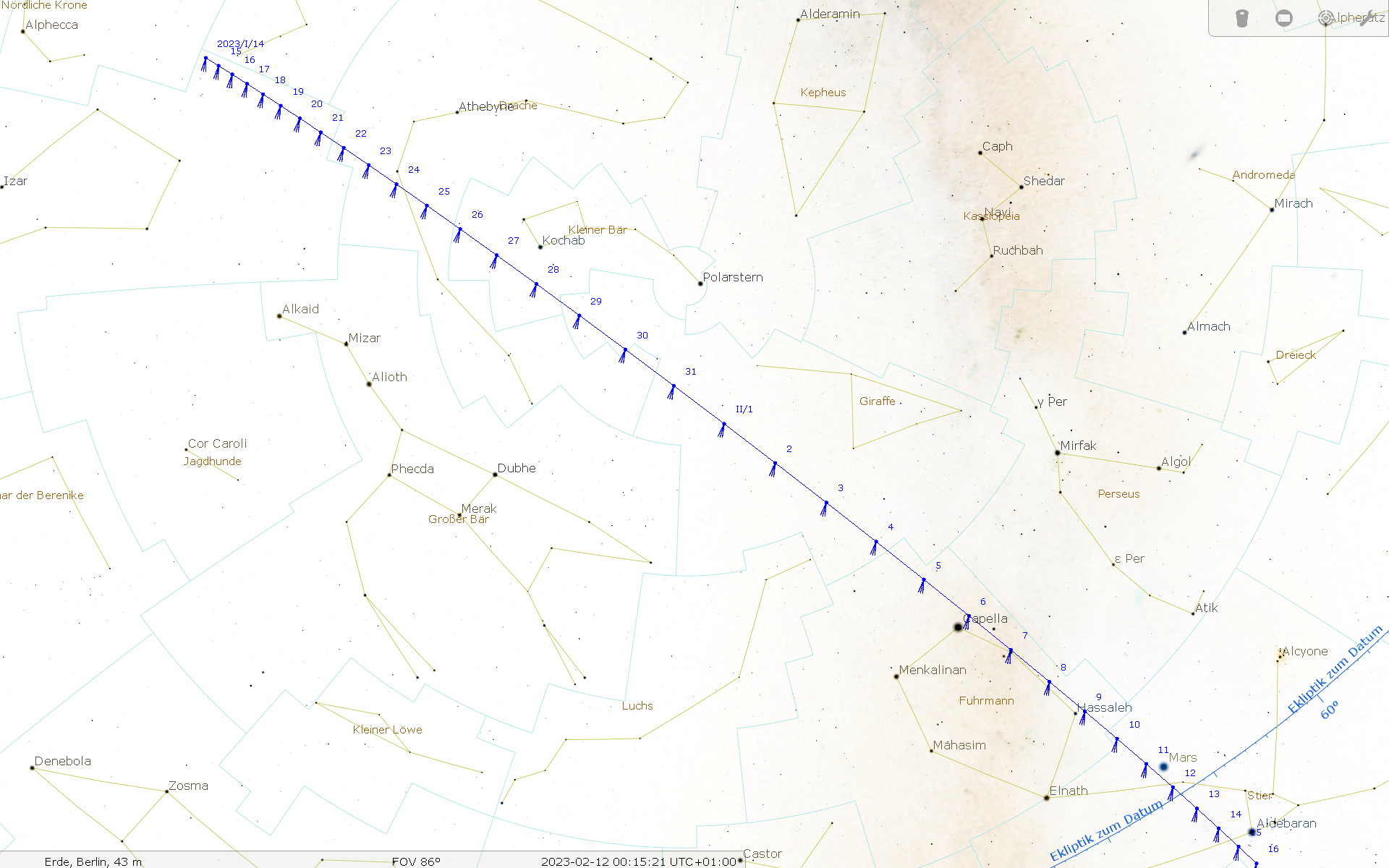
Posizioni di C/2022 E3 (ZTF) nel cielo stellato tra il 14 gennaio e il 16 febbraio 2023.

Durante il suo passaggio attraverso il sistema solare interno, la cometa ha effettuato ed effettuerà una serie di transiti planetari relativamente ravvicinati:
| Data             | Pianeta | Distanza minima (in unità astronomiche) |
| ---------------- | ------- | --------------------------------------- |
| Agosto 2007      | Nettuno | 10,7                                    |
| 29 maggio 2020   | Saturno | 1,18                                    |
| 2 aprile 2021    | Giove   | 3,1                                     |
| 1º febbraio 2023 | Terra   | 0,28                                    |
| 21 febbraio 2023 | Marte   | 0,46                                    |
| 19 marzo 2023    | Venere  | 1,06                                    |
| 17 luglio 2023   | Giove   | 4,9                                     |
| 19 ottobre 2024  | Saturno | 9,6                                     |

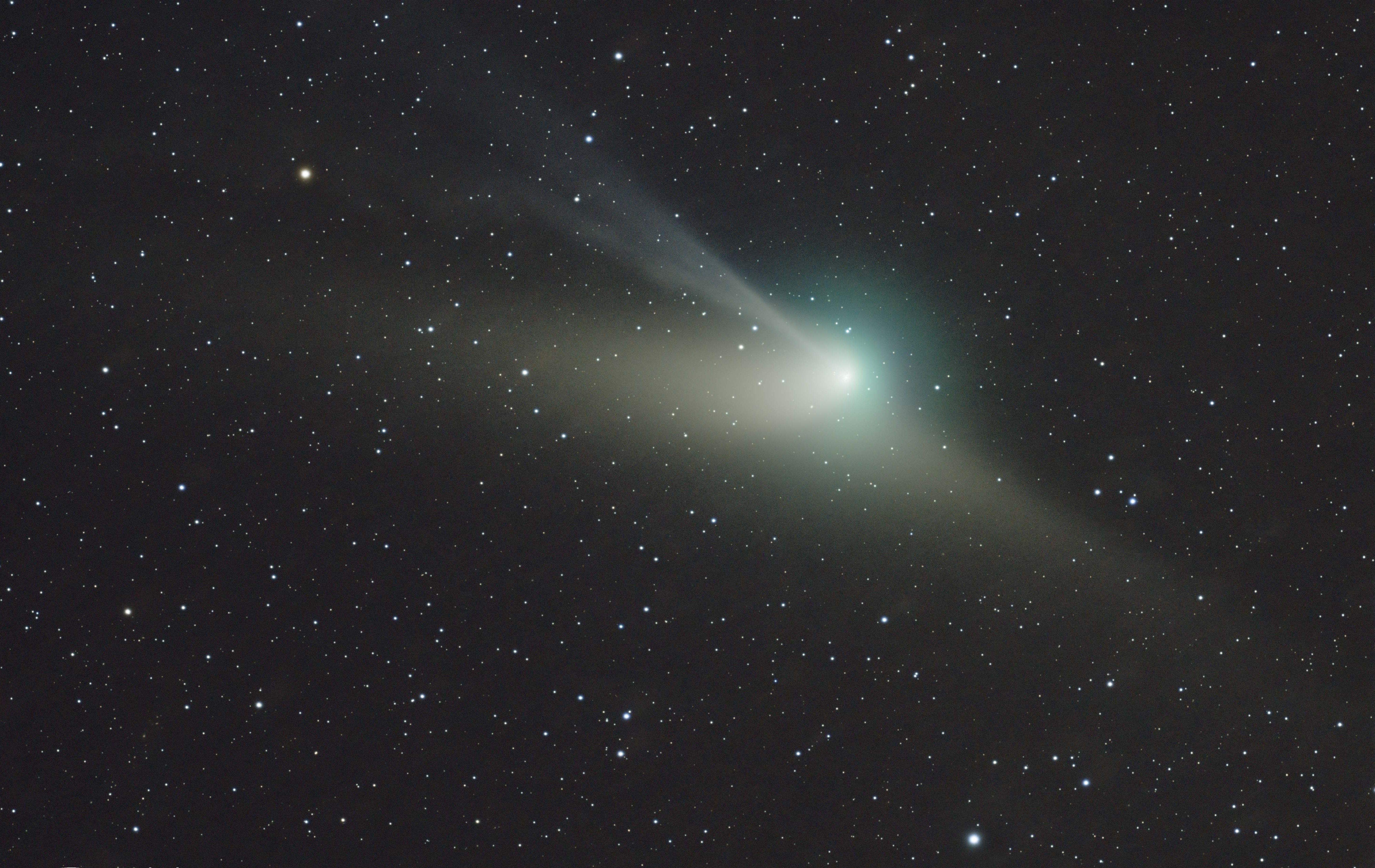
C2022 E3 il 24 gennaio 2023.

Secondo gli elementi orbitali noti al dicembre 2022, l'orbita della cometa era ellittica molto prima che si avvicinasse al sistema solare interno, con un'eccentricità di circa 0,99920 e un semiasse maggiore di circa 1400 au, mentre il suo periodo orbitale era di circa 52 000 anni. A causa dell'attrazione gravitazionale dei pianeti, e in particolare a causa dei passaggi relativamente ravvicinati di Saturno e Giove, l'eccentricità orbitale di C/2022 E3 (ZTF) è aumentata di circa 0,00107, superando di poco il valore di 1,0, e l'orbita della cometa è dunque divenuta iperbolica. Dopo il suo passaggio attorno al Sole è stato calcolato che la velocità delle cometa a 200 unità astronomiche di distanza dalla nostra stella sarà 3,09 km/s; considerando che a quella distanza la velocità di fuga dal Sole è di 2,98 km/s, i ricercatori hanno potuto stabilire che C/2022 E3 (ZTF) è destinata a lasciare il sistema solare per non tornarvi più se non, forse, tra qualche milione di anni, a seconda delle perturbazioni che potrebbe subire attraversando la nube di Oort o passando accanto ad altre stelle.

## Colore

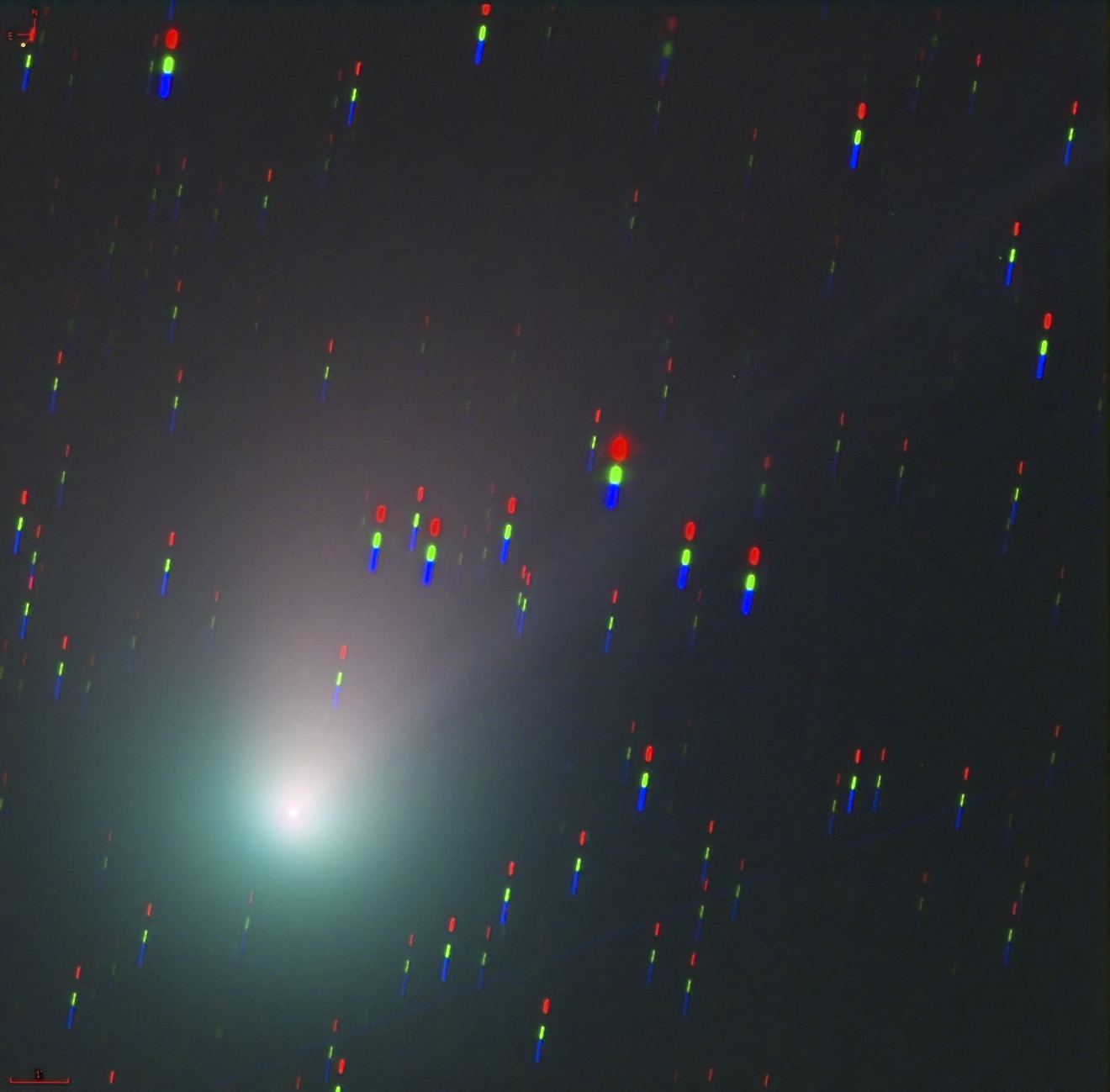
In questa fotografia scattata il 10 gennaio 2023 dall'università di Padova è possibile apprezzare il colore verde della chioma di C/2022 E3 (ZTF)

Si ritiene che l'insolito colore verde sia dovuto alla presenza di carbonio biatomico, soprattutto attorno alla testa della cometa. La molecola C2, prodotta dalla fotolisi di materiali organici evaporati dal nucleo cometario, quando viene eccitata dalla radiazione ultravioletta solare emette principalmente nell'infrarosso, tuttavia il suo stato di tripletto irradia a 518 nm, da cui il colore verde. Una volta prodotte, le molecole di C2 sono esse stesse soggette a fotolisi nel giro di due giorni; per questo motivo, il bagliore verde appare nella chioma della cometa ma non nella coda.